# Новосади (гміна Міхалово)
Новосади (пол. Nowosady) — село в Польщі, у гміні Міхалово Білостоцького повіту Підляського воєводства.
Населення — 174 особи (2011).
У 1975-1998 роках село належало до Білостоцького воєводства.

## Демографія
Демографічна структура станом на 31 березня 2011 року:
|          | Загалом | Допрацездатний вік | Працездатний вік | Постпрацездатний вік |
| -------- | ------- | ------------------ | ---------------- | -------------------- |
| Чоловіки | 89      | 3                  | 66               | 20                   |
| Жінки    | 85      | 10                 | 40               | 35                   |
| Разом    | 174     | 13                 | 106              | 55                   |